# Distrikt Coya
Der Distrikt Coya liegt in der Provinz Calca in der Region Cusco in Südzentral-Peru. Der Distrikt wurde am 11. September 1951 gegründet. Er hat eine Fläche von 71,4 km². Beim Zensus 2017 wurden 3443 Einwohner gezählt. Im Jahr 1993 lag die Einwohnerzahl bei 3402, im Jahr 2007 bei 3705. Sitz der Distriktverwaltung ist die auf einer Höhe von 2944 m am rechten Flussufer des Río Urubamba gelegene Kleinstadt Coya mit 1377 Einwohnern (Stand 2017). Coya liegt knapp 10 km südöstlich der Provinzhauptstadt Calca sowie 17 km nordnordöstlich der Regionshauptstadt Cusco.

## Geographische Lage
Der Distrikt Coya liegt in den Anden im äußersten Südwesten der Provinz Calca. Der Río Urubamba durchfließt den Distrikt in nordwestlicher Richtung.
Der Distrikt Coya grenzt im Süden an den Distrikt Cusco (Provinz Cusco), im Südwesten an den Distrikt Chinchero (Provinz Urubamba), im Nordwesten an den Distrikt Calca, im Norden an den Distrikt Lamay, im Osten an den Distrikt Písac sowie im Südosten an den Distrikt Taray.